# Puckelfransskivling
Puckelfransskivling (Ripartites helomorphus) är en svampart som tillhör divisionen basidiesvampar. Svampen beskrevs först av Elias Fries och fick sitt nu gällande namn av Petter Adolf Karsten. Puckelfransskivling ingår i släktet Ripartites, och familjen Tricholomataceae. Arten är reproducerande i Sverige.